# Loyre (Vézère)
Die Loyre ist ein Fluss in Frankreich, der im Département Corrèze in der Region Nouvelle-Aquitaine verläuft. Sie entspringt im Gemeindegebiet von Saint-Martin-Sepert, entwässert generell in südlicher Richtung durch ein schwach besiedeltes Gebiet und mündet nach rund 45 Kilometern unterhalb von Varetz als rechter Nebenfluss in die Vézère.

## Orte am Fluss
- Saint-Martin-Sepert
- Orgnac-sur-Vézère
- Objat
- Varetz

## Gewässer gleichen Namens
Die Loyre ist nicht zu verwechseln mit einem gleichnamigen 14 Kilometer langen Bach im gleichen Département, der bei Noailhac (Corrèze) entspringt und bei Malemort-sur-Corrèze als linker Zufluss in die Corrèze mündet.